# バリトンオーボエ

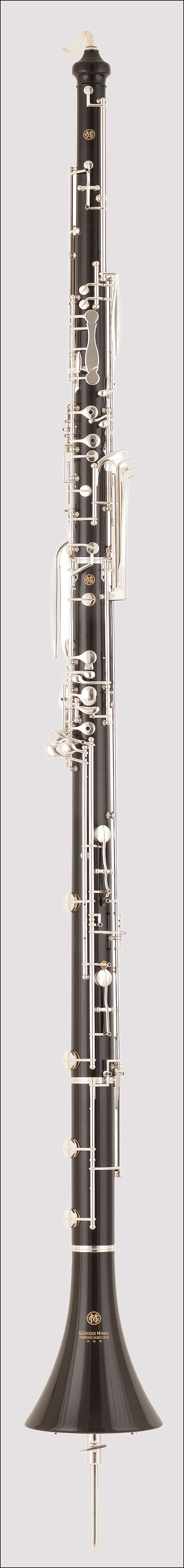
バリトン・オーボエ (Gebr. Mönnig)

バリトンオーボエ (baritone oboe) は、オーボエの同属楽器。バスオーボエ (bass oboe) とも呼ばれる。
この楽器を改良した楽器にヘッケルフォーンがあり、相互に（特にバリトンオーボエのパートをヘッケルフォーンで）代用もできるが、楽器の外見、リードやボーカルの形状、細かい部分での運指など相違点も多い。バリトンオーボエはコーラングレのリードと楽器を拡大したような形状であるが、対してヘッケルフォーンはファゴットと同じくカエデの木で作られ、ファゴットと同系のリードを用いることが多い。そのため、専門のリード製作技術と、普段使用するオーボエ属とは若干異なる演奏技術が求められる。

## 概要
バリトンオーボエは、オーボエのほぼ倍の長さを持ち、オーボエよりも1オクターブ低い音の出る楽器である。ただし、オーボエの最低音変ロ（B♭）音に相当する音（その1オクターブ下の音）を持たない機種がほとんどである。ヘッケルフォーンの中には、さらに半音低いイ（A）まで発音できるものもある。近年では、ヘッケル社とは別の管楽器メーカーからヘッケルフォーン状のタイプのバリトンオーボエが発表されており、そちらは追加キーによってさらに低いヘ（F）までの発音が可能になっている。
オーボエと基本的には同じ指使いで、楽譜では1オクターブ高く書かれる（楽譜より1オクターブ低い音が出る）。そのため、移高楽器に分類される。
音域としてはオーボエとファゴットの中間に位置する楽器であるが、一般的にはあまり用いられない楽器である。

## 使用楽曲
ヘッケルフォーンを使う楽曲は除く。
- グスターヴ・ホルスト：『惑星』[1]
- ハヴァーガル・ブライアン：交響曲第1番『ゴシック』
- クシシュトフ・ペンデレツキ：『ピッツバーグ序曲』